# Stosunki islandzko-saudyjskie

Położenie Islandii i Arabii Saudyjskiej na mapie świata

Stosunki islandzko-saudyjskie – stosunki dyplomatyczne pomiędzy Islandią a Arabią Saudyjską. Oba państwa uznają nawzajem swoją niepodległość i prowadzą wzajemną politykę dyplomatyczną. Islandia wykorzystuje w kontaktach z Arabią Saudyjską swoją ambasadę w brytyjskim Londynie, zaś saudyjski ambasador w Islandii jest akredytowany ze szwedzkiego Sztokholmu.

## Obecne przedstawicielstwo
- saudyjska ambasador w Szwecji, akredytowana na Islandię – Enass Ahmad Alshahwan (od 1 marca 2022[2])
- islandzki ambasador w Wielkiej Brytanii, akredytowany na Arabię Saudyjską – Sturla Sigurjónsson (od 16 października 2020[3])

## Historia
Islandia i Arabia Saudyjska nawiązały stosunki dyplomatyczne 15 stycznia 1982 roku.
W 2019 roku Islandia przewodziła na forum Rady Praw Człowieka Organizacji Narodów Zjednoczonych inicjatywie wielu krajów przeciw łamaniu praw człowieka w Arabii Saudyjskiej, wskutek zabójstwa dziennikarza Dżamala Chaszukdżiego. 24 lutego 2020 saudyjski książę Faisal spotkał się z ministrem spraw zagranicznych Islandii Guðlaugur Þór Þórðarsonem przed szczytem Rady Praw Człowieka w Genewie.
4 grudnia 2024 roku oba kraje podpisały porozumienie podatkowe podczas konferencji Zakat Tax and Customs w Rijadzie.